# 북면 (가평군)
북면(北面)은 대한민국 경기도 가평군의 면이다. 넓이는 230.96 km2이고, 인구는 2018년 12월 말 주민등록 기준으로 4,049 명이다.

## 역사
1945년 적목리의 북부가 소련 군정 관할이 되었다가, 한국 전쟁으로 수복되어 1954년 11월 17일 수복지구임시행정조치법에 따라 북면에 재편입되었다.
경기도의 읍면동 중 가장 면적이 넓고 광범위한 면적에 비해 인구 수가 적은 편이며 화악산 방면으로는 산지 지형에 속해서 야간 시간대 광공해가 적어 화악터널 쌈지공원에 천체 육안 관측 최적지가 있다.

## 행정 구역
- 도대리(道大里)
- 목동리(沐洞里): 면행정복지센터 소재지
- 백둔리(柏屯里)
- 소법리(所法里)
- 이곡리(梨谷里)
- 적목리(赤木里)
- 제령리(濟寧里)
- 화악리(華岳里)